# قوة العجلات
WheelPower هي المنظمة الوطنية لرياضة الكراسي المتحركة في المملكة المتحدة، وتهدف إلى مساعدة الأشخاص ذوي الإعاقة على تحسين نوعية حياتهم من خلال توفير فرص الرياضة والأنشطة البدنية.
تم تسميتها رسميًا باسم "مؤسسة الرياضة على الكراسي المتحركة البريطانية"، وهي مؤسسة خيرية مسجلة ومقرها في ملعب ستوك مانديفيلي في باكينجهامشير.
الراعية الملكية للجمعية الخيرية هي صوفي كونتيسة وسكس، التي خلفت الملك تشارلز الثالث في هذا الدور في عام 2024. ومن بين رعاتها الآخرين البارونة تاني غراي-تومبسون وأدي أديبيتان.

## التاريخ
تأسست WheelPower في الأصل عام 1972 (منذ 53 عامًا) كجمعية الرياضة البريطانية للمصابين بالشلل النصفي.
تأسست المنظمة على يد البروفيسور الراحل السير لودفيغ غوتمان، الذي أحدث ثورة في علاج الأشخاص المصابين بإصابات في النخاع الشوكي في مستشفى ستوك ماندفيل في أواخر الأربعينيات. بدأ جوتمان في دمج الرياضة في عملية إعادة التأهيل لجنود الحرب العالمية الثانية، وفي عام 1948 أطلق مسابقة رياضية بين الأندية والمستشفيات لتتزامن مع دورة الألعاب الأولمبية في لندن.
ومنذ تلك الأيام الأولى، تطورت حركة رياضية عالمية ليست مقتصرة فقط على الأشخاص الذين يعانون من إصابات في العمود الفقري، بل شملت أيضًا العديد من أنواع الإعاقات الأخرى.
في عام 1952، شارك متنافسون من هولندا في المسابقة، مما منح الحركة بعدًا دوليًا.
في عام 1960، أقيمت الألعاب الأولمبية في روما، وأحضر جوتمان 400 رياضي على الكراسي المتحركة إلى المدينة الأولمبية للمنافسة. وعلى الرغم من تسميتها رسميًا بدورة الألعاب الدولية التاسعة السنوية في ستوك ماندفيل، فقد كانت تلك بداية ولادة الألعاب البارالمبية. وفي عام 1976، أقيمت أول دورة ألعاب بارالمبية شتوية في أورنشولدسفيك بالسويد.
منذ عام 1988، أقيمت دورة الألعاب البارالمبية الصيفية بالتزامن مع الألعاب الأولمبية في نفس المدينة المضيفة، وتم اعتماد هذه الممارسة في عام 1992 لدورة الألعاب البارالمبية الشتوية.
يأتي اسم الألعاب البارالمبية من الكلمة اليونانية "para" التي تعني "بجانب" أو "إلى جانب"، مما يشير إلى أن هذه الألعاب تُنظم بالتوازي مع الألعاب الأولمبية. ولم يكن المقصود منها الإشارة إلى الشلل أو الشلل النصفي.

## قوة العجلات
منذ الأيام الأولى لـ لودفيغ غوتمان، قامت منظمة WheelPower بتطوير مجموعة متنوعة من الأنشطة الرياضية، وهي تعمل حاليًا بالتعاون مع الجمعيات الرياضية المختلفة.
توظف شركة WheelPower مستشارين متخصصين في النشاط البدني، وغالبًا ما يكونون من الرياضيين الناجحين في الرياضات البارالمبية، للعمل في العديد من وحدات إصابات العمود الفقري في المملكة المتحدة.
بدأ توفير المرافق الرياضية في ستوك ماندفيل في أربعينيات القرن العشرين، وفي عام 1969 افتتحت الملكة إليزابيث الثانية ملعب ستوك ماندفيل.
في عام 1984، استضاف المركز دورة الألعاب البارالمبية بمشاركة حوالي 1200 رياضي في مهرجان رياضي.
تنظم WheelPower مجموعة من الفعاليات لدعم الجمعيات الرياضية في تطوير رياضة الكراسي المتحركة في المملكة المتحدة. كما تقدم WheelPower مجموعة متنوعة من الفرص للأطفال والبالغين ذوي الإعاقة، وتشمل هذه:

### ألعاب وحدة العمود الفقري
تُستضاف الألعاب سنويًا للمرضى الذين يعانون من الشلل مؤخرًا في 12 وحدة للعمود الفقري في المملكة المتحدة وأيرلندا، حيث يتم توفير التدريب والفرصة لتجربة رياضة الكراسي المتحركة، بما في ذلك مسابقة تمهيدية ممتعة. ومن بين الحضور السابقين كان الرياضي البارالمبي مات سكيلون.

### بطولة الرياضة الوطنية للكراسي المتحركة
بالتعاون مع عدد من الجمعيات الرياضية، تقوم WheelPower بتنظيم بطولة الرياضة الوطنية على الكراسي المتحركة. وقد تم توسيع بعض هذه الأحداث لتشمل عنصرًا دوليًا بهدف توفير منافسة أكبر للمشاركين.

## الرياضة
يدعم WheelPower، من بين أمور أخرى، الرياضات التالية:
- الرماية
- ألعاب القوى
- كرة السلة على الكراسي المتحركة
- أوعية
- رياضة البلياردو
- سياج الكراسي المتحركة
- ركوب الدراجات اليدوية
- رفع الأثقال
- سباق الكراسي المتحركة
- كرة المضرب
- الرجبي
- إطلاق نار
- هوكي الزلاجات
- سباحة
- كرة الطاولة
- التنس
- الرياضات الشتوية

## الروابط الخارجية
- الموقع الرسمي